# Bubovice
Bubovice település Csehországban, a Berouni járásban. Bubovice Karlštejn, Svatý Jan pod Skalou, Vysoký Újezd, Lužce, Loděnice, Srbsko és Beroun településekkel határos. Lakosainak száma 583 fő (2024. január 1.).

## Népesség
A település lakosságának változását az alábbi diagram mutatja:
| Lakosok száma | 299  | 337  | 383  | 318  | 265  | 401  | 490  | 519  | 628  | 583  |
|               | 1869 | 1900 | 1921 | 1961 | 1980 | 2011 | 2016 | 2019 | 2021 | 2024 |